# Сінчук Олеся Володимирівна
Оле́ся Володи́мирівна Сінчу́к (25 березня 1980, м. Хмільник, Україна) — українська співачка, музикантка (фортепіано, сопілка, гітара), композиторка, поетеса, художниця-графік. Членкиня Національної ліги українських композиторів, Національної спілки театральних діячів України, Асоціації діячів естрадного мистецтва України. Працює у стилях етно, фолк, акустичний рок, популярна музика, лірична пісня, романтичні твори для фортепіано. Пише та співає українською, російською, польською, чеською.

## Життєпис
Олеся Сінчук виступала в Києві, Полтаві, Харкові, Севастополі, Сімферополі, Львові, Вінниці, Херсоні, Запоріжжі, Хмельницькому, Феодосії, Одесі, Чернівцях, Москві, Мінську, Ризі, Вільнюсі, Санкт-Петербурзі, Таллінні, Кишиневі та багатьох інших містах (близько 300 міст) з сольними концертами та в складі культурного міжнародного фестивалю «Караван бардів».
У останні роки пише багато пісень на власні вірші, інструментальних композицій (для фортепіано, сопілки та квартету (гітара, сопілка, скрипка, дримба).
У 2000 році Олеся Сінчук пише музику до хореографічних композицій заслуженої артистки України Алли Рубіної — «Мавка та Килина», «В кубинському стилі», «Ніжність», «Маруся Чурай».
У 2006 році на міжнародному етнофестивалі «Країна мрій» плідно співпрацює із гуртом «ВВ» та народною артисткою України Ніною Матвієнко, даруючи неповторний сопілковий колорит пісням відомого українського гурту та знаменитої співачки.
У Польщі на міжнародному фестивалі, присвяченому творчості знаменитої польської поетеси Марії Конопницької, знайомиться з народною артисткою України Раїсою Недашківською. Результатом творчих пошуків молодої композиторки та видатної акторки є музика Сінчук до моноспектаклю Недашківської «Не питайте свою долю» за мотивами творів Тараса Шевченка.
Активно співпрацює зі всеукраїнським товариством «Просвіта». Зокрема, у серпні 2009 року на IX фестивалі української книги «Феодосія—2009» яскраво представила свою творчість у літературно-музичній композиції «Зоряний вітер».

## Конкурси
- лауреатка I премії Міжнародного конкурсу мистецтв «Звенящие кедры», м. Москва, 2010 р.
- лауреатка Міжнародної Премії «Філантроп», I премія у номінації «виконавські види мистецтва», м. Москва, 2010 р.
- лауреатка III премії Всеукраїнського літературного конкурсу «Коронація слова» у номінації «пісенна лірика про кохання», 2009 р, м. Київ
- лауреатка ІІ премії Всеукраїнського літературно-музичного конкурсу «Восьма нота», 2008 р., Київ.
- лауреатка I та ІІ премій XVI Всеукраїнського фестивалю-конкурсу української пісні «Боромля», 2006 р., Тростянець, Сумська обл.
- лауреатка І та II премій Міжнародного конкурсу музики і поезії імені Марії Конопницької у Польщі, 2005—2008 рр., Пшедбуж, у номінаціях — «співана поезія на слова Марії Конопницької», «авторська екологічна пісня», «поезія Марії Конопницької — художнє читання».
- лауреатка Всеукраїнського фестивалю мистецтв «Зірка миру та любові», присвяченого Тарасу Шевченку, 2000 р., Канів.
- лауреатка Міжнародного конкурсу авторської пісні «Есхар», Харків, 2001 р.
- дипломантка Всеукраїнського конкурсу авторської пісні «Великий Донбас», Донецьк, 2001 р.
- лауреатка І премії Всеукраїнського поетичного конкурсу «Кримська Альгамбра», номінація «Українська сучасна поезія», Сімферополь, 2002—2003 рр.
- дипломантка Всеукраїнського конкурсу професійних читців імені Лесі Українки, м. Київ, 2006 р.
- дипломантка Всеукраїнського фольклорного фестивалю «Купальські роси» 2009, Немиринці, Житомирська область.

## Фестивалі
- Міжнародний мистецький фестиваль «Караван бардів» — 2003—2009 рр. Україна, країни СНД, Прибалтика
- Всеукраїнський етнофестиваль «Великдень у Космачі», с. Космач, 2008 р.
- Міжнародний фестиваль мистецтв «Українська весна в Санкт-Петербурзі», 2008 р.,
- Міжнародний мистецький фестиваль «Простір любові» — Одеса, 2003, 2008—2009 рр.
- Міжнародний фестиваль творчості молоді країн СНД «Пробудження» м. Геленджик, Росія, 2004—2007 рр.
- Міжнародний етнофестиваль «Країна мрій», Київ, 2006 р
- Міжнародний етнофестиваль «Казкове місто», АРК Крим, Малоріченське, 2008 р.
- Міжнародний музичний фестиваль «Єдине древо», Чехія, Польща, Україна, 2009 р.
- Всеукраїнський фестиваль української книги «Феодосія—2009», Феодосія.
- Міжнародний фестиваль історії та культури «Парк Київська Русь» 2009 р., с. Копачів, Київська обл.
- Всеукраїнський ювілейний фестиваль популярної пісні та сучасної музики «Червона Рута», м. Чернівці, 2009 р.
- Всеукраїнський поетичний фестиваль «Гоголівка», м. Ніжин, 2010 р.
- Міжнародний фестиваль звичаєвої культури «Живий вогонь єднає Україну», м. Вінниця, 2010 р.
- Міжнародний екологічний фестиваль «Вегфест», м. Москва, 2010 р.
- Міжнародний етнічний конгрес ECER, м. Болонья, Італія, 2010 р.

## Творчий доробок
- 1999 — полтавською телерадіокомпанією «Лтава» видано аудіоальбом Олесі Сінчук інструментальних творів «Крилатий простір».
- У 2003 році у київській міській бібліотеці для юнацтва відбулася виставка графіки Олесі Сінчук, яка мала назву «Сонячні крила».
- 2006 р. — київською відеостудією «Algo» створено відеокліп на пісню Олесі Сінчук «Лада», присвячену купальським обрядам України.
- 2006 р. — київським видавництвом «Віт-А-Пол» видана поетична збірка Олесі Сінчук «Зоряний вітер».
- 2009 р. — київською аудіостудією «Artesano» видано аудіоальбом творів для фортепіано Олесі Сінчук «Вітер весни».
- 2010 р. — київською аудіостудією «Artesano» видано аудіоальбом авторських українських пісень «Лада».
- 2012 р. — київською аудіостудією «Artesano» видано аудіоальбом пісень на слова Марії Конопницької «Під блакиттю небес»
- 2016 р. — житомирським видавництвом «Рута» видана поетична збірка Олесі Сінчук «Сонячна зустріч»

Готується до випуску третя збірка поезій «У тебе в серці просторо».
Поетичні твори Олесі Сінчук друкуються в часописах «Гетьман», «Сварог», «Севастополь», «Балаклавська пристань», «Колесо життя», «В лучах созвучий», «Поэтическая гавань», «Вітчизна», «Сьома раса», газетах — «Голос України», «Житичі», «Літературна Україна», «Газета польська», «Ворзельські вісті», «Культура і життя».

## Відгуки про творчість
- «У творчості Олесі Сінчук горить той вогонь душі, що дарує натхнення, очищення, радість буття» (Раїса Недашківська, Народна артистка України)